# HD 58535
HD 58535 è una stella gigante brillante gialla di magnitudine 5,34 situata nella costellazione del Cane Maggiore. Dista 552 anni luce dal sistema solare.

## Osservazione
Si tratta di una stella situata nell'emisfero celeste australe. La sua posizione moderatamente australe fa sì che questa stella sia osservabile specialmente dall'emisfero sud, in cui si mostra alta nel cielo nella fascia temperata; dall'emisfero boreale la sua osservazione risulta invece più penalizzata, specialmente al di fuori della sua fascia tropicale. La sua magnitudine pari a 5,3 fa sì che possa essere scorta solo con un cielo sufficientemente libero dagli effetti dell'inquinamento luminoso.
Il periodo migliore per la sua osservazione nel cielo serale ricade nei mesi compresi fra dicembre e maggio; nell'emisfero sud è visibile anche all'inizio dell'inverno, grazie alla declinazione australe della stella, mentre nell'emisfero nord può essere osservata limitatamente durante i mesi della tarda estate boreale.

## Caratteristiche fisiche
La stella è una gigante brillante gialla; possiede una magnitudine assoluta di -0,8 e la sua velocità radiale positiva indica che la stella si sta allontanando dal sistema solare.

## Sistema stellare
HD 58535 è un sistema multiplo formato da 4 componenti. La componente principale A è una stella di magnitudine 5,34. La componente B è di magnitudine 11,0, separata da 1,9 secondi d'arco da A e con angolo di posizione di 309 gradi. La componente C è una ipergigante bianca di magnitudine 7,6, separata da 99,2 secondi d'arco da A e con angolo di posizione di 342 gradi. La componente D è di magnitudine 10,8, separata da 1,0 secondi d'arco da C e con angolo di posizione di 204 gradi.